# النادي الإفريقي موسم 2020–21
النادي الإفريقي موسم 2020–21 هو موسم المئوية ل النادي الإفريقي والذي تأسس في 4 أكتوبر عام 1920.

## البطولات

### نظرة عامة
| المنافسة                         | أول مباراة     | آخر مباراة  | الدور الافتتاحي | المركز النهائي | السجل | السجل | السجل | السجل | السجل | السجل | السجل | السجل   |
| المنافسة                         | أول مباراة     | آخر مباراة  | الدور الافتتاحي | المركز النهائي | لعب   | ف     | ت     | خ     | له    | عليه  | ف.أ.  | الفوز % |
| -------------------------------- | -------------- | ----------- | --------------- | -------------- | ----- | ----- | ----- | ----- | ----- | ----- | ----- | ------- |
| الرابطة التونسية المحترفة الأولى | 12 ديسمبر 2020 | لم يحدد بعد | الجولة الأولى   | سبعة           | 4     | 1     | 2     | 1     | 5     | 7     | −2    | 025٫00  |
| كأس تونس                         | لم يحدد بعد    | لم يحدد بعد | دوري ستة عشر    | لم يحدد بعد    | 0     | 0     | 0     | 0     | 0     | 0     | +0    | —       |
| كأس العرب للأندية الأبطال        | لم يحدد بعد    | لم يحدد بعد | الدور التمهيدي  | لم يحدد بعد    | 0     | 0     | 0     | 0     | 0     | 0     | +0    | —       |
| المجموع                          | المجموع        | المجموع     | المجموع         | المجموع        | 4     | 1     | 2     | 1     | 5     | 7     | −2    | 025٫00  |

المصدر: المنافسات

### الدوري
| 12 ديسمبر 2020 الجولة الأولى | النادي الإفريقي | 1–1     | مستقبل الرجيش         | الملعب الأولمبي حمادي العقربي |
|                              | أداما كيتا 71'  | (تقرير) | أداما كيتا 60' (ه.ذ.) | الحكم: محمد بالحاج علي        |

| 16 ديسمبر 2020 الجولة الثانية | شبيبة القيروان | 1–2     | النادي الإفريقي                | ملعب حمدة العواني     |
|                               | عمر بوراوي 21' | (تقرير) | ياسين الشماخي 79' (ركلة.)، 83' | الحكم: أسامة رزق الله |

| 19 ديسمبر 2020 الجولة الثالثة | الصفاقسي                               | 3–0     | النادي الإفريقي | ملعب الطيب المهيري |
|                               | فراس شواط 5'، 64' · محمد صالح صولة 63' | (تقرير) |                 |                    |

| 26 ديسمبر 2020 الجولة الرابعة | النادي الإفريقي | 2–2     | الاتحاد الرياضي بتطاوين | رادس                                  |
| 3:00 توقيت شرق أوروبا         |                 | (تقرير) |                         | الملعب: الملعب الأولمبي حمادي العقربي |